# Bahamas en los Juegos Olímpicos de México 1968
Bahamas estuvo representada en los Juegos Olímpicos de México 1968 por un total de 16 deportistas que compitieron en 3 deportes.  
El equipo olímpico de Bahamas no obtuvo ninguna medalla en estos Juegos.